# Banco Namuncurá
Banco Namuncurá (Banco Burdwood) e uma plataforma subaquática localizada a 150 km a leste da Isla de los Estados no Atlântico Sul. 
Ela tem o comprimento de 370 km na direção leste-oeste e a largura varia entre 50 e 100 km na direção norte-sul. Sua profundidade varia entre os 50 e 200 metros. É presumido que formou uma ilha no primeiro período glacial.